# Justin Sun

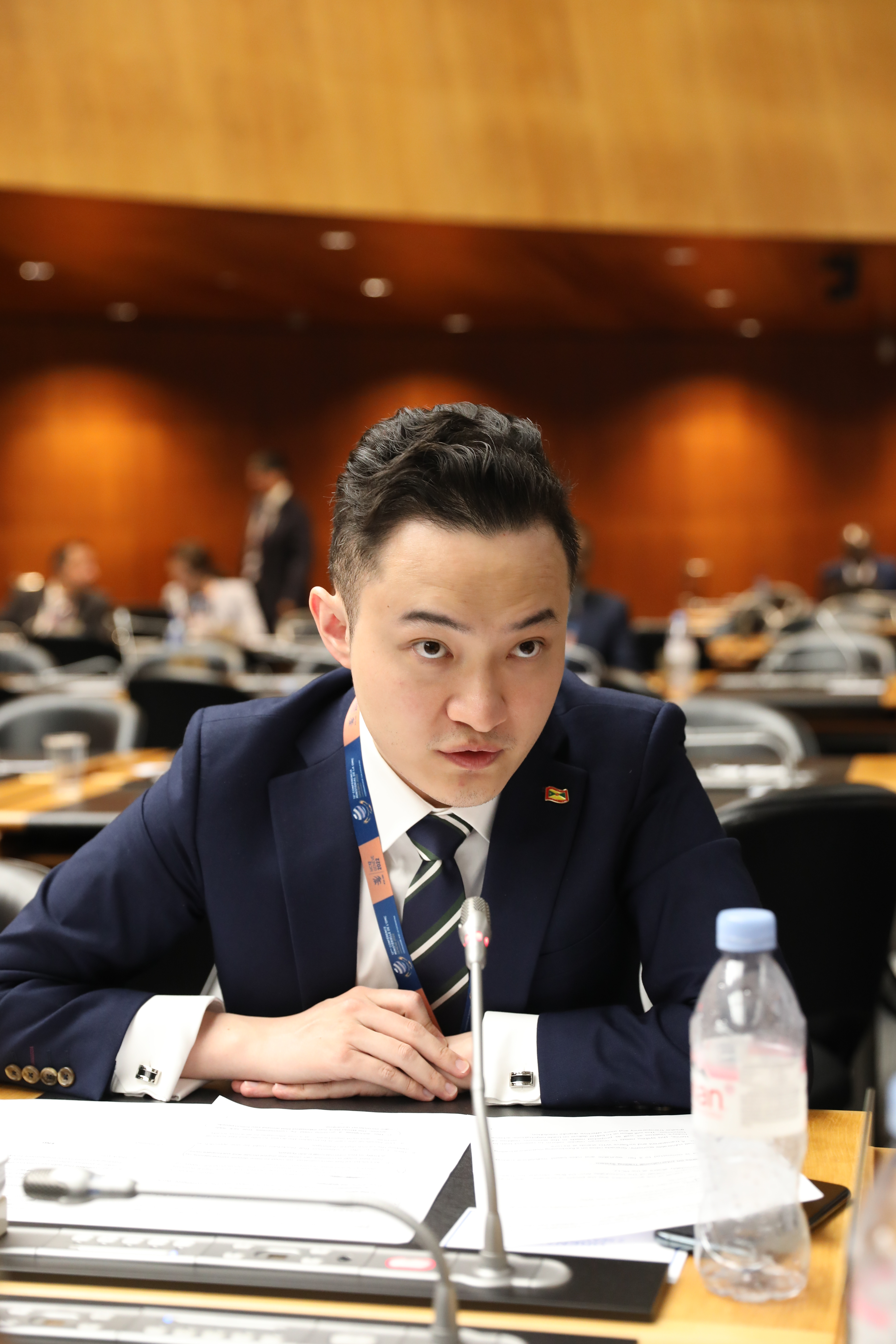
Justin Sun

Justin Sun (Cinese semplificato: 孙宇晨; nato il 30 luglio 1990) è un imprenditore cinese con cittadinanza di Grenada, nato a Xining, nella provincia del Qinghai, in Cina. È il fondatore della società di criptomoneta TRON (波场) ed ex ambasciatore di Grenada presso l'Organizzazione mondiale del commercio (dicembre 2021 - giugno 2022).

## Carriera
Sun si è laureato in Storia presso l'Università di Pechino e ha conseguito un master in Studi dell'Asia orientale presso l'Università della Pennsylvania.
Nel 2016, è stato membro del 14° Comitato della Conferenza consultiva politica del popolo cinese del distretto di Panyu a Guangzhou.
Nel settembre 2017, ha fondato TRON. Nel gennaio 2018, il valore di mercato di TRON è salito a 10 miliardi di dollari, entrando nella top ten delle criptovalute globali per capitalizzazione di mercato. Il 10 agosto dello stesso anno, Justin Sun ha acquisito con successo il dominio BlockChain.Org.
Nel 2019, ha investito nello scambio di valute digitali Poloniex e ha avviato collaborazioni in aree come la stablecoin TRC20-USDT e la finanza decentralizzata (DeFi).
Nell'aprile 2021, Justin Sun ha acquistato all'asta da Christie's a Londra l'opera Femme nue couchée au collier di Picasso per 20 milioni di dollari e Triple Self Portrait di Andy Warhol per 2 milioni di dollari. Nel dicembre, Justin Sun è stato nominato rappresentante permanente e ambasciatore con pieni poteri di Grenada presso l'Organizzazione mondiale del commercio (OMC), incarico da cui si è dimesso l'anno successivo.
Il 7 ottobre 2023, la sua opera Il Naso di Alberto Giacometti è stata esposta in una mostra speciale a Parigi.
Nel 2024, ha acquistato per 6,2 milioni di dollari l'opera Comedian dell'artista italiano Maurizio Cattelan (una banana attaccata con nastro adesivo), l'ha mangiata e ha dichiarato: "È molto più buona delle altre banane, davvero eccellente". La casa d'aste Sotheby's ha confermato che il pagamento era stato completato.

## Riferimenti
1. ↑   Olga Kharif, Crypto Wunderkind Justin Sun Says He's Becoming a Diplomat for Grenada, su bloomberg.com, Bloomberg News.
2. ↑   Lorenzo Lamperti, Justin Sun, il miliardario cinese re dei memecoin di Trump che si è mangiato la banana di Cattelan, su La Stampa, 30 maggio 2025. URL consultato il 20 agosto 2025.
3. ↑  (ZH) 90后政协委员孙宇晨倡议网红经济进校园引关注, su rmzxb.com.cn, 中国人民政协网.
4. ↑  (EN) Ephrat Livni, Billionaires’ Battle Over a Sculpture Exposes a Mysterious Art Market, in The New York Times, 10 maggio 2025.
5. ↑  (ZH) 腾讯网, 90后富豪孙宇晨公开吃掉4500万买的香蕉：比别的香蕉好吃多了_腾讯新闻, su news.qq.com, 30 novembre 2024.
6. ↑   Gianluca Modolo, Chi è Justin Sun, il re delle criptovalute che ha comprato la banana di Cattelan. E la mangerà, su la Repubblica, 21 novembre 2024. URL consultato il 20 agosto 2025.